# Дубеніно
Дубеніно (рос. Дубенино) — присілок в Городецькому районі Нижньогородської області Російської Федерації.
Населення становить 8 осіб. Входить до складу муніципального утворення Ніколо-Погостинська сільрада.

## Історія
Від 2009 року входить до складу муніципального утворення Ніколо-Погостинська сільрада.

## Населення
| 2002 | 2010 |
| ---- | ---- |
| 11   | ↘8   |